# Landgericht Passau

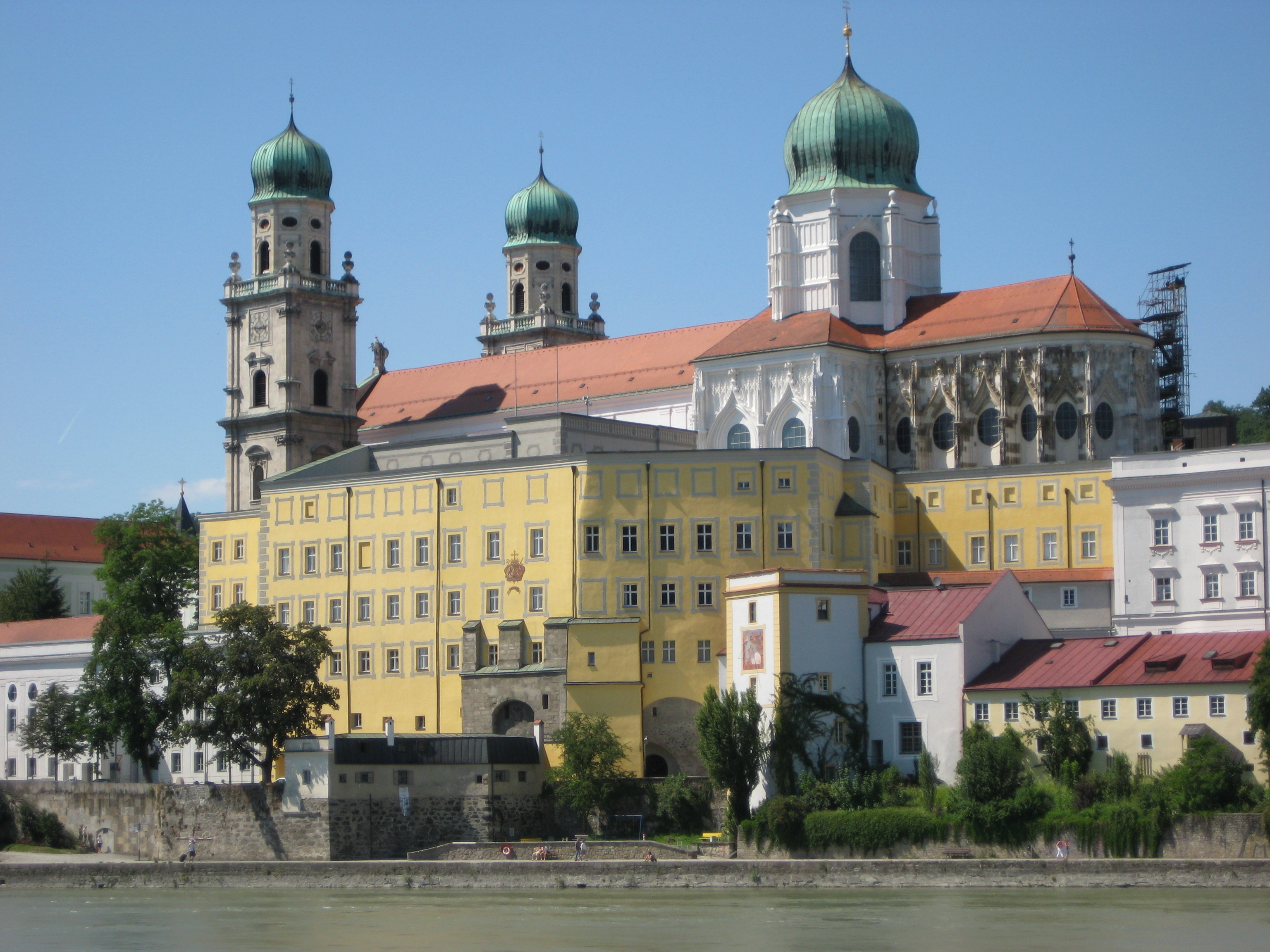
Die Alte Residenz vor dem Dom

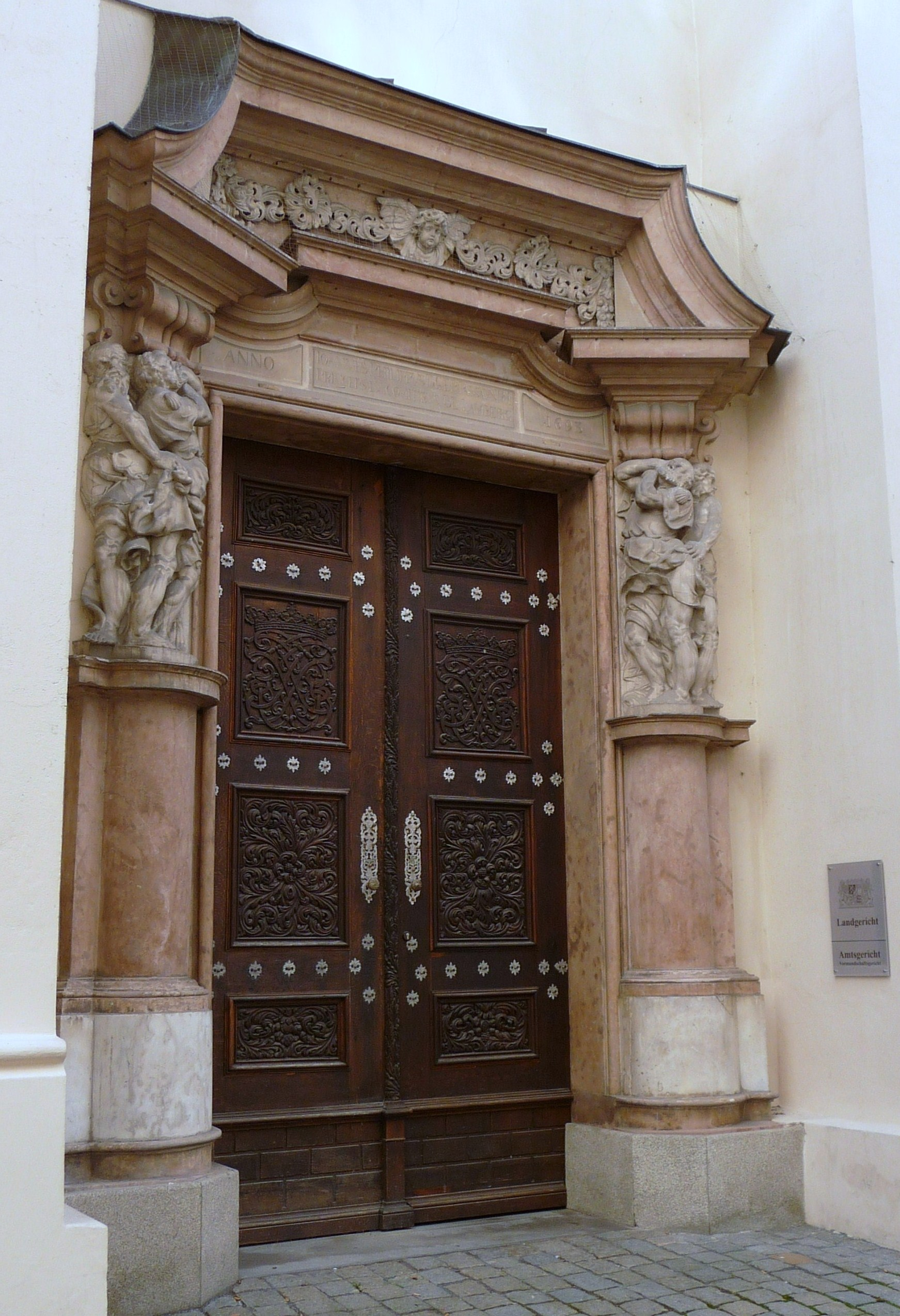
Der Eingang zum Land- und Amtsgericht Passau

Das Landgericht Passau ist ein Gericht der ordentlichen Gerichtsbarkeit. Es ist eines von 22 Landgerichten im Freistaat Bayern.

## Geschichte
Nach dem Übergang vom Hochstift Passau an das Königreich Bayern wurde neben dem Kreis- und Stadtgericht ein sogenanntes Landgericht (älterer Ordnung) in Passau eingerichtet. Am 9. Oktober 1838 wurde das dem Kreis- und Stadtgericht Passau unterstellte bisherige Landgericht Passau in die beiden Landgerichtsbezirke Passau I und Passau II aufgeteilt. 1879 wurde im Zuge der Einführung des Gerichtsverfassungsgesetzes das bisherige Stadtgericht Passau mit den bisherigen Landgerichten Passau I und Passau II zum Amtsgericht Passau zusammengeschlossen. Vorläufer des heutigen Landgerichts ist das 1857 gegründete bayerische Bezirksgericht Passau, das 1879 in ein Landgericht umgewandelt wurde. Bei der Bildung des Landgerichts Passau 1879 wurden ihm folgende neun Amtsgerichte zugeordnet: Freyung, Griesbach, Passau, Pfarrkirchen, Rotthalmünster, Simbach, Vilshofen, Waldkirchen und Wegscheid.

### Landesarbeitsgericht Passau
Gemäß Arbeitsgerichtsgesetz vom 23. Dezember 1926 wurden in Deutschland Arbeitsgerichte gebildet. Diese waren nur in der ersten Instanz organisatorisch selbstständige Gerichte, die Landesarbeitsgerichte waren den Landgerichten zugeordnet. Am Landgericht Passau entstand so 1927 das Landesarbeitsgericht Passau als eines von 23 Landesarbeitsgerichten in Bayern. Sein Sprengel umfasste die Arbeitsgerichte Freyung, Osterhofen, Passau, Pfarrkirchen, Simbach und Vilshofen. Das Landesarbeitsgericht Passau wurde bereits zum 1. Januar 1930 aufgehoben, da die Zahl der Landesarbeitsgerichte auf 7 reduziert wurde. Die Aufgaben übernahm das Landesarbeitsgericht München.

## Landgerichtsbezirk
Der Bezirk des LG Passau erstreckt sich neben der kreisfreien Stadt Passau auf folgende Landkreise:
- Passau
- Freyung-Grafenau

Im Landgerichtsbezirk Passau sind 348 Rechtsanwälte (Stand: 17. Januar 2019) zugelassen.

## Gerichtsgebäude
Das Gericht ist in der Alten Residenz untergebracht.

## Über- und nachgeordnete Gerichte
Das Landgericht Passau ist eines von zehn Landgerichten, denen das Oberlandesgericht München übergeordnet ist; nachgeordnet sind die Amtsgerichte in Freyung und Passau.

## Richter
- Walter Zimmermann (1971–1979)